# Saison 6 de New Girl
Chronologie
Saison 5 Saison 7
La sixième saison de New Girl, série télévisée américaine, est constituée de vingt-deux épisodes et a été diffusée du 20 septembre 2016 au 4 avril 2017 sur Fox. La saison suit les péripéties de Jessica Day, dite « Jess », de ses trois colocataires, Nick, Schmidt et Winston et de sa meilleure amie, Cecilia « Cece » Parekh.

## Synopsis
Après une rupture, Jessica Day, dite « Jess », a besoin d'un nouvel appartement. Une recherche en ligne la mène à une colocation avec trois hommes seuls de Los Angeles qu'elle n'avait jamais rencontrés auparavant. Jess emménage avec eux et par l'assistance de ses nouveaux colocataires, elle apprend à « avancer ».
Ses trois nouveaux colocataires masculins sont Nick, un barman qui n'a pas fini sa licence de droit, Schmidt, un travailleur en col blanc très dragueur et Winston, officier de police  au drôle d'humour. Jess peut aussi compter sur le soutien de sa meilleure amie, la mannequin Cecilia « Cece » Parekh.

## Distribution

### Acteurs principaux
- Zooey Deschanel (VF : Barbara Beretta) : Jessica « Jess » Day
- Jake Johnson (VF : Nicolas Beaucaire) : Nicholas « Nick » Miller
- Max Greenfield (VF : Sébastien Desjours) : Schmidt
- Lamorne Morris (VF : Raphaël Cohen) : Winston Bishop
- Hannah Simone (VF : Fily Keita) : Cecilia « Cece » Parekh Schmidt

### Acteurs récurrents
- Megan Fox (VF : Caroline Anglade) : Reagan Lucas
- Nasim Pedrad (VF : Patricia Marmoras) : Aly Nelson
- Nelson Franklin (en) (VF : Jérôme Frossard) : Robby
- Rebecca Reid (VF : Bénédicte Bosc) : Nadia
- Curtis Armstrong (VF : Michel Mella) : le principal Foster (récurrence à travers les saisons)
- Steve Agee (VF : Martin Brieuc) : Outside Dave (récurrence à travers les saisons)

### Invités
- Tim Bagley : Lorne (épisode 1)
- Ayden Mayeri : Leslie (épisode 1)
- Ervin Ross : le banquier (épisode 1)
- Kate Flannery : Mary Ellen (épisode 2)
- Janelle Froehlich : Sophia (épisode 2)
- Georgia Hays : Kylie (épisode 2)
- Courtney Rose Badowski : la bénévole de la campagne (épisode 2)
- Valeria Sweet : une membre du club d'étudiants (épisode 2)
- Becky Thyre : Brenda (épisode 3)
- Rob Yang : Hugh (épisode 3)
- Andy Samberg (VF : Emmanuel Garijo) : Jake Peralta (épisode 4, crossover avec Brooklyn Nine-Nine)
- Joe Lo Truglio (VF : Marc Perez) : Charles Boyle (épisode 4, cross-over avec Brooklyn Nine-Nine)
- Chelsea Peretti (VF : Patricia Piazza) : Gina Linetti (épisode 4, cross-over avec Brooklyn Nine-Nine)
- Andre Braugher (VF : Thierry Desroses) : le capitaine Ray Holt (épisode 4, cross-over avec Brooklyn Nine-Nine)
- Damon Wayans Jr. (VF : Julien Chatelet) : Coach (épisode 4)
- Allegra Edwards : Marissa Schoerenstein (épisode 4)
- Nora Dunn : Louise (épisode 4)
- Allegra Edwards : Marissa Schoerenstein (épisode 4)
- Chris Gann : Jumper (épisode 4)
- Max Bunzel : Sebastian (épisode 5)
- Trent Garett : Donovan (épisodes 6, 12 et 13)
- Peter Gallagher (VF : Guillaume Orsat) : Gavin, le père de Schmidt (épisode 7)
- David Hornsby (en) : Ed Warner (épisode 8)
- Lucy Punch : Genevieve (épisode 8)
- Billy Gardell : contracteur[2]
- Gordon Ramsay (VF : Guillaume Orsat) : lui-même (épisode 16)
- Sonequa Martin-Green (VF : Géraldine Asselin) : Rhonda (épisode 17)

## Production

### Développement
Le 12 avril 2016, la série a été renouvelée pour cette sixième saison.
Lors des Television Critics Association Summer Tour 2016, la Fox a annoncé que la saison contiendrait un épisode crossover d'une heure environ avec la série télévisée Brooklyn Nine-Nine, diffusé le 11 octobre 2016. Seule, Zooey Deschanel apparaîtra dans Brooklyn Nine-Nine, tandis qu'Andy Samberg, Andre Braugher, Joe Lo Truglio et Chelsea Peretti apparaîtront dans New Girl.

### Casting
En avril 2016, lors d'une interview, les cinq acteurs principaux, Zooey Deschanel, Jake Johnson, Max Greenfield, Lamorne Morris et Hannah Simone ont confirmé le renouvellement de la série ainsi que leur retour dans cette nouvelle saison. Le lendemain, Megan Fox est annoncée pour reprendre son rôle de Reagan lors de cette même saison,,.
En juin 2016, Nasim Pedrad est annoncée à son tour pour reprendre son rôle d'Aly Nelson dans la saison.
En septembre 2016, Curtis Armstrong, Nelson Franklin (en) ainsi que Rebecca Reid sont confirmés pour reprendre leurs rôles respectifs et David Hornsby (en) a obtenu un rôle d'invité le temps d'un épisode lors de cette saison.

### Tournage
Le tournage de la saison s'est déroulé durant l'été 2016.

### Diffusions
La saison a été diffusée en simultané du 20 septembre 2016 au 4 avril 2017 sur Fox aux États-Unis et sur Citytv, au Canada.
En France, cette saison a été mise en ligne intégralement le 12 juin 2019 sur le service 6play.

## Liste des épisodes

### Épisode 1:Maison à vendre
- États-Unis /  Canada : 20 septembre 2016 sur Fox[14] / Citytv
- France : 12 juin 2019 sur 6play

- États-Unis : 2,31 millions de téléspectateurs[15] (première diffusion)

- Tim Bagley (Lorne)
- Ayden Mayeri (Leslie)
- Ervin Ross (le banquier)

### Épisode 2:Hibidy Babidy
- États-Unis /  Canada : 27 septembre 2016 sur Fox / Citytv
- France : 12 juin 2019 sur 6play

- États-Unis : 2,03 millions de téléspectateurs[16] (première diffusion)

- Kate Flannery (Mary Ellen)
- Janelle Froehlich (Sophia)
- Georgia Hays (Kylie)
- Courtney Rose Badowski (la bénévole de la campagne)
- Valeria Sweet (une membre du club d'étudiants)

### Épisode 3:Pas de retour
- États-Unis /  Canada : 4 octobre 2016 sur Fox / Citytv
- France : 12 juin 2019 sur 6play

- États-Unis : 2,03 millions de téléspectateurs[17] (première diffusion)

- Becky Thyre (Brenda)
- Rob Yang (Hugh)

### Épisode 4:Les Pachas modernes
- États-Unis /  Canada : 11 octobre 2016 sur Fox / Citytv
- France : 12 juin 2019 sur 6play

- États-Unis : 1,95 million de téléspectateurs[18] (première diffusion)

- Andy Samberg (Jake Peralta)
- Joe Lo Truglio (Charles Boyle)
- Chelsea Peretti (Gina Linetti)
- Andre Braugher (le capitaine Ray Holt)
- Allegra Edwards (Marissa Schoerenstein)
- Chris Gann (Jumper)

- Cet épisode est un crossover avec la série télévisée Brooklyn Nine-Nine[4]. La scène entre Jake et Jess vue dans Brooklyn Nine-Nine a été raccourcie dans cet épisode.[réf. nécessaire]

### Épisode 5:Jaipur Aviv
- États-Unis /  Canada : 18 octobre 2016 sur Fox / Citytv
- France : 12 juin 2019 sur 6play

- États-Unis : 1,81 million de téléspectateurs[19] (première diffusion)

### Épisode 6:Les Tablettes de chocolat
- États-Unis /  Canada : 15 novembre 2016 sur Fox / Citytv
- France : 12 juin 2019 sur 6play

- États-Unis : 1,94 million de téléspectateurs[20] (première diffusion)

- Trent Garrett (Donovan)

### Épisode 7:Thanksgavin
- États-Unis /  Canada : 22 novembre 2016 sur Fox / Citytv
- France : 12 juin 2019 sur 6play

- États-Unis : 1,76 million de téléspectateurs[21] (première diffusion)

- Peter Gallagher (Gavin)

### Épisode 8:James Wonder
- États-Unis /  Canada : 29 novembre 2016 sur Fox / Citytv
- France : 12 juin 2019 sur 6play

- États-Unis : 1,81 million de téléspectateurs[22] (première diffusion)

- Lucy Punch (Genevieve)
- David Hornsby (Ed Warner)

### Épisode 9:C'est Bueno
- États-Unis /  Canada : 6 décembre 2016 sur Fox / Citytv
- France : 12 juin 2019 sur 6play

- États-Unis : 1,73 million de téléspectateurs[23](première diffusion)

- Billy Gardell (Jason)
- Brytni Sarpy (Babs)
- George Lako (Stavros)

### Épisode 10:Le Père Noël secret
- États-Unis /  Canada : 13 décembre 2016 sur Fox / Citytv
- France : 12 juin 2019 sur 6play

- États-Unis : 1,62 million de téléspectateurs[24] (première diffusion)

- Darlene Love (elle-même)

- Cet épisode est le dernier diffusé avant une pause le temps des fêtes de fin d'année aux États-Unis.

### Épisode 11:Le Secret
- États-Unis /  Canada : 3 janvier 2017 sur Fox / Citytv
- France : 12 juin 2019 sur 6play

- États-Unis : 2,48 millions de téléspectateurs[25] (première diffusion)

- À partir de cet épisode, la série change de case horaire pour être diffusée à 20 h.

### Épisode 12:Cop Model
- États-Unis /  Canada : 10 janvier 2017 sur Fox / Citytv
- France : 12 juin 2019 sur 6play

- États-Unis : 2,48 millions de téléspectateurs[26] (première diffusion)

### Épisode 13:Cece's Boys
- États-Unis /  Canada : 17 janvier 2017 sur Fox / Citytv
- France : 12 juin 2019 sur 6play

- États-Unis : 2,37 millions de téléspectateurs[27] (première diffusion)

### Épisode 14:Fausse route
- États-Unis /  Canada : 24 janvier 2017 sur Fox / Citytv
- France : 12 juin 2019 sur 6play

- États-Unis : 2,35 millions de téléspectateurs[28] (première diffusion)

### Épisode 15:La Glu
- États-Unis /  Canada : 7 février 2017 sur Fox / Citytv
- France : 12 juin 2019 sur 6play

- États-Unis : 2,23 millions de téléspectateurs[29] (première diffusion)

### Épisode 16:Félins pour l'autre
- États-Unis /  Canada : 14 février 2017 sur Fox / Citytv
- France : 12 juin 2019 sur 6play

- États-Unis : 2,13 millions de téléspectateurs[30] (première diffusion)

- Gordon Ramsay (lui-même)

### Épisode 17:Rumspringa
- États-Unis /  Canada : 21 février 2017 sur Fox / Citytv
- France : 12 juin 2019 sur 6play

- États-Unis : 2,25 millions de téléspectateurs[31] (première diffusion)

### Épisode 18:Principale Jess
- États-Unis /  Canada : 28 février 2017 sur Fox / Citytv
- France : 12 juin 2019 sur 6play

- États-Unis : 2,09 millions de téléspectateurs[32] (première diffusion)

### Épisode 19:Ménage à trois
- États-Unis /  Canada : 14 mars 2017 sur Fox / Citytv
- France : 12 juin 2019 sur 6play

- États-Unis : 1,79 million de téléspectateurs[33] (première diffusion)

### Épisode 20:Star de la radio
- États-Unis /  Canada : 21 mars 2017 sur Fox / Citytv
- France : 12 juin 2019 sur 6play

- États-Unis : 1,98 million de téléspectateurs[34] (première diffusion)

### Épisode 21:Le Prénom
- États-Unis /  Canada : 28 mars 2017 sur Fox / Citytv
- France : 12 juin 2019 sur 6play

- États-Unis : 2,16 millions de téléspectateurs[35] (première diffusion)

### Épisode 22:Tourner la page
- États-Unis /  Canada : 4 avril 2017 sur Fox / Citytv
- France : 12 juin 2019 sur 6play

- États-Unis : 2 millions de téléspectateurs[36] (première diffusion)